# Klause (Kornelimünster)

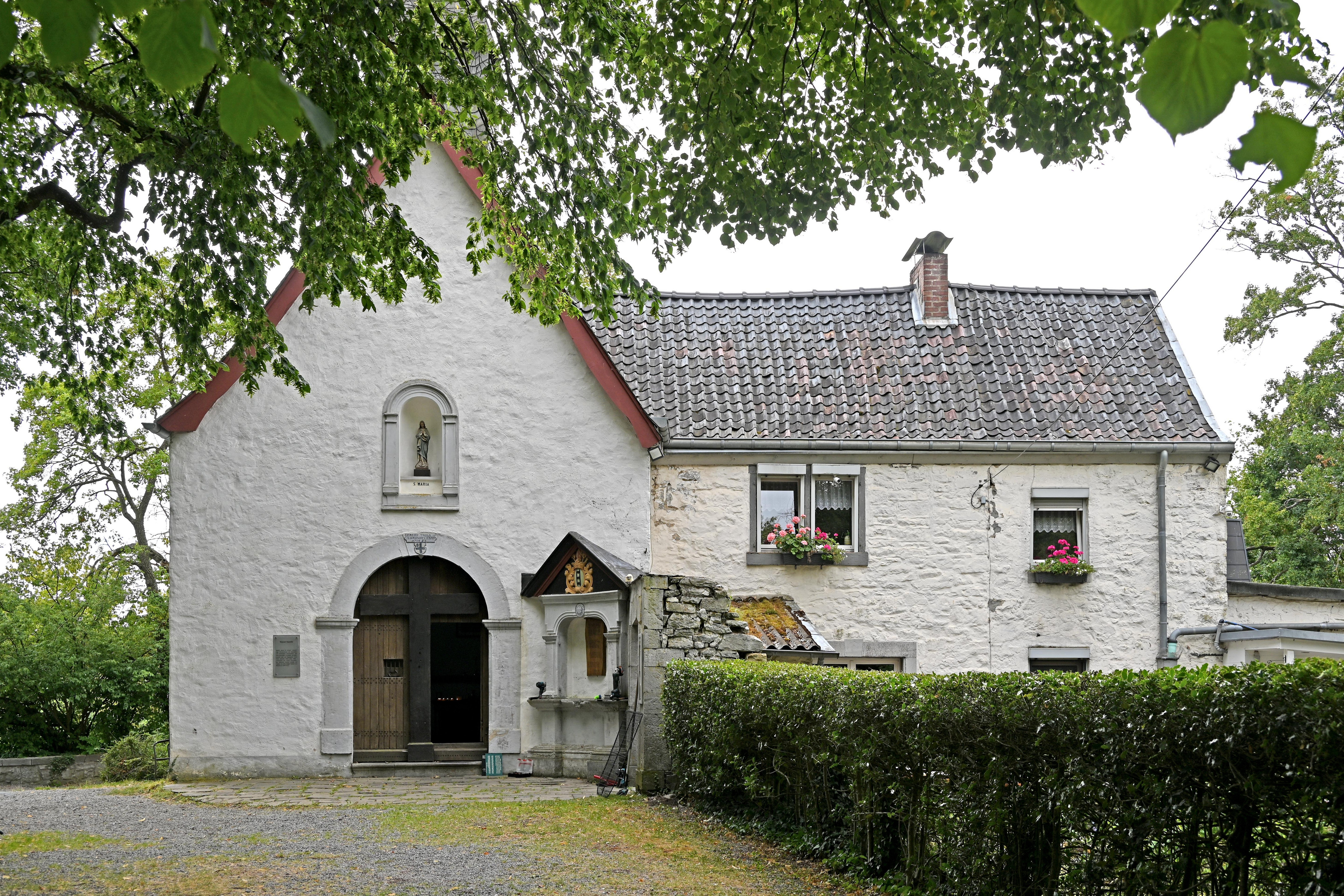
Klause in Kornelimünster

Die Klause ist eine ehemalige Einsiedelei in Kornelimünster, einem Stadtteil von Aachen (Nordrhein-Westfalen).

## Geschichte und Architektur
Es handelt sich um eine im Klauser Wäldchen gelegene, einschiffige, aus Bruchstein errichtete Kapelle, die an der Nordseite über einen einachsigen Wohnanbau verfügt. Die Einsiedelei wurde von 1658 bis 1900 von jeweils einem Eremiten bewohnt. Das Patrozinium der Kapelle ist Maria im Schnee. Der Chor ist dreiseitig, das Dach ist mit einem Dachreiter bekrönt. Der Keilstein über dem rundbogigen Portal trägt die Inschrift Frere Toma Larondel. Ermit Anno 1658. In einer rundbogigen Nische darüber steht eine Figur der Maria Immaculata. Das alte Madonnenbild im Innern der Kapelle ist nicht mehr vorhanden; es wurde zu Beginn des 20. Jahrhunderts durch eine Skulptur ersetzt, die ein ehemaliger Religionslehrer des Lehrerseminars in Kornelimünster schenkte. Der Bildstock neben dem Kapelleneingang wurde später errichtet und trägt das Wappen von Rüdiger Stephan Freiherr von Neuhoff-Ley, von 1699 bis 1713 Abt der Reichsabtei Kornelimünster. Der Anbau beherbergte die ursprünglich einachsige Eremitenwohnung. Er ist heute privat bewohnt und, anders als die Kapelle, nicht öffentlich zugänglich.
Im 19. Jahrhundert war die Klause ein beliebtes Ausflugsziel für wohlhabende Kurgäste in Aachen, darunter prominente Vertreter des europäischen Hochadels.

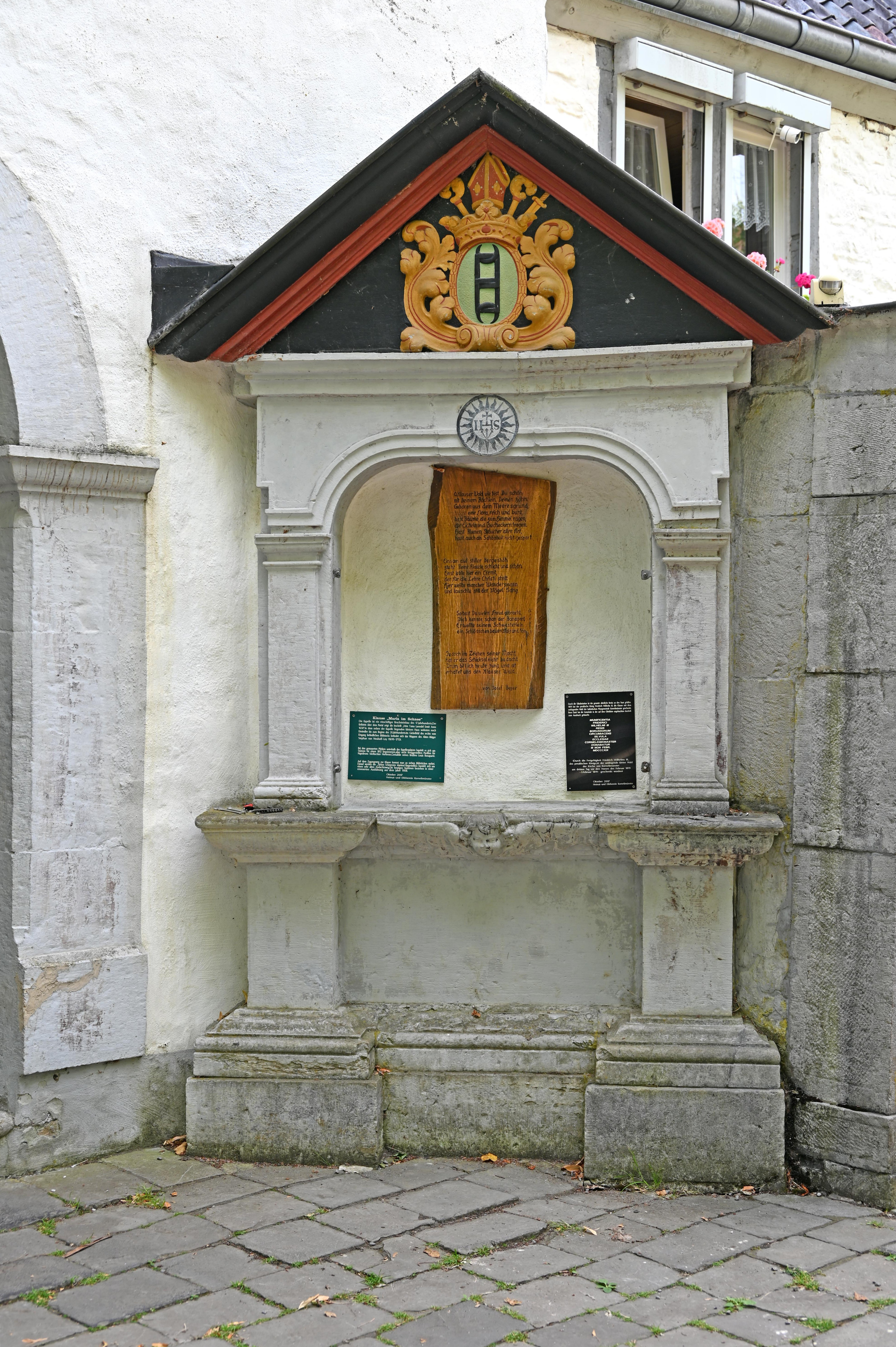
Bildstock Klause
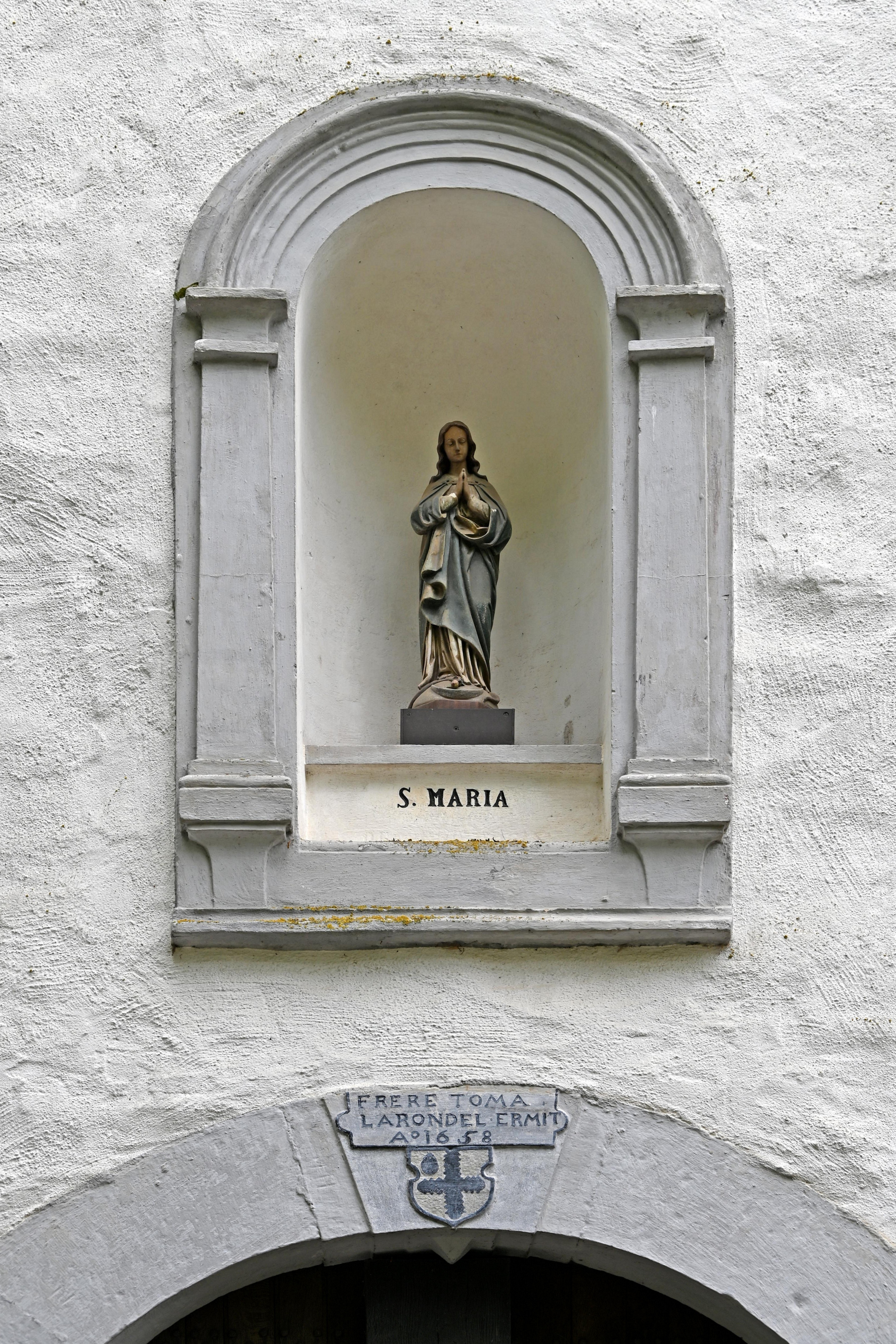
Mariennische und Schlussstein
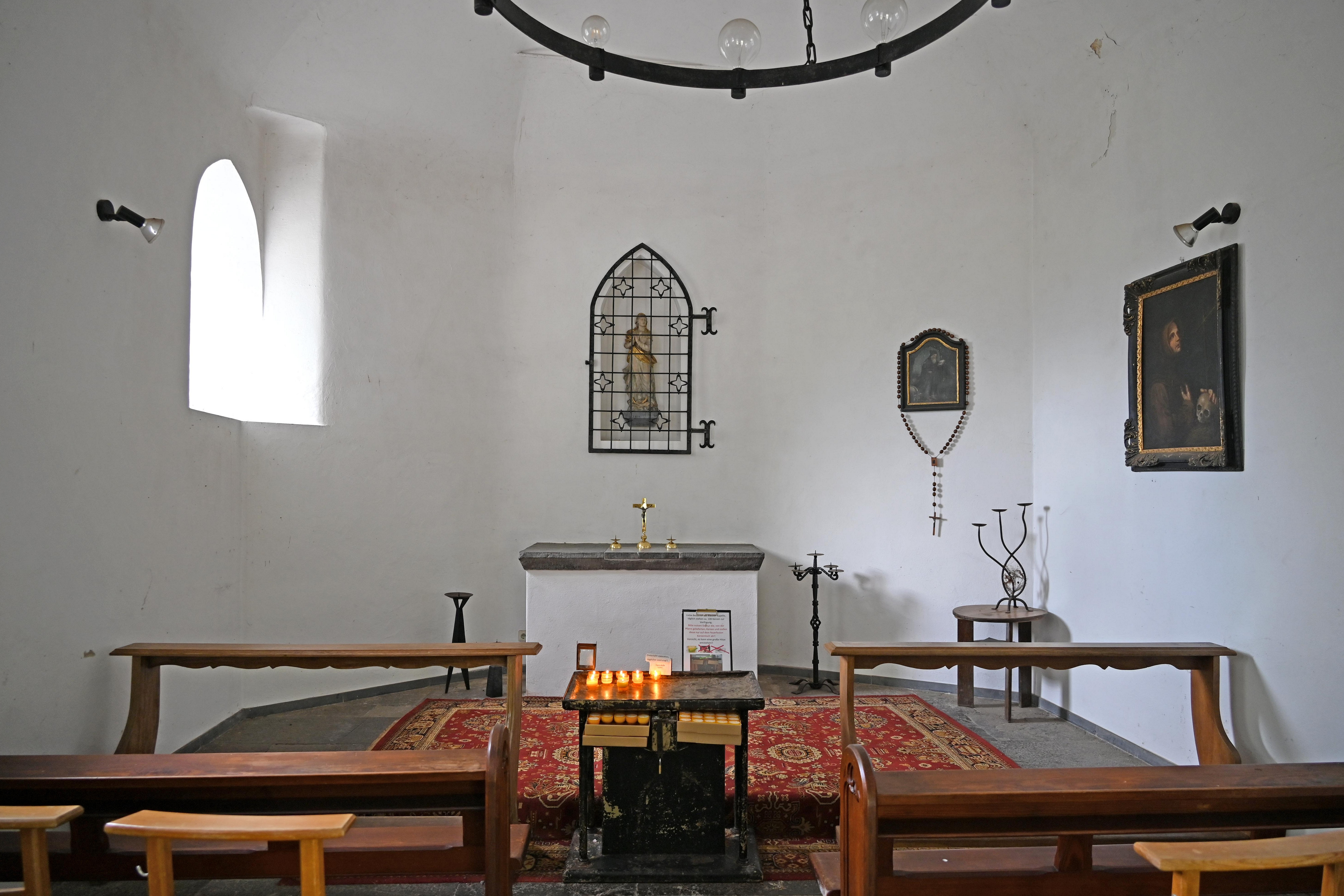
Innenansicht
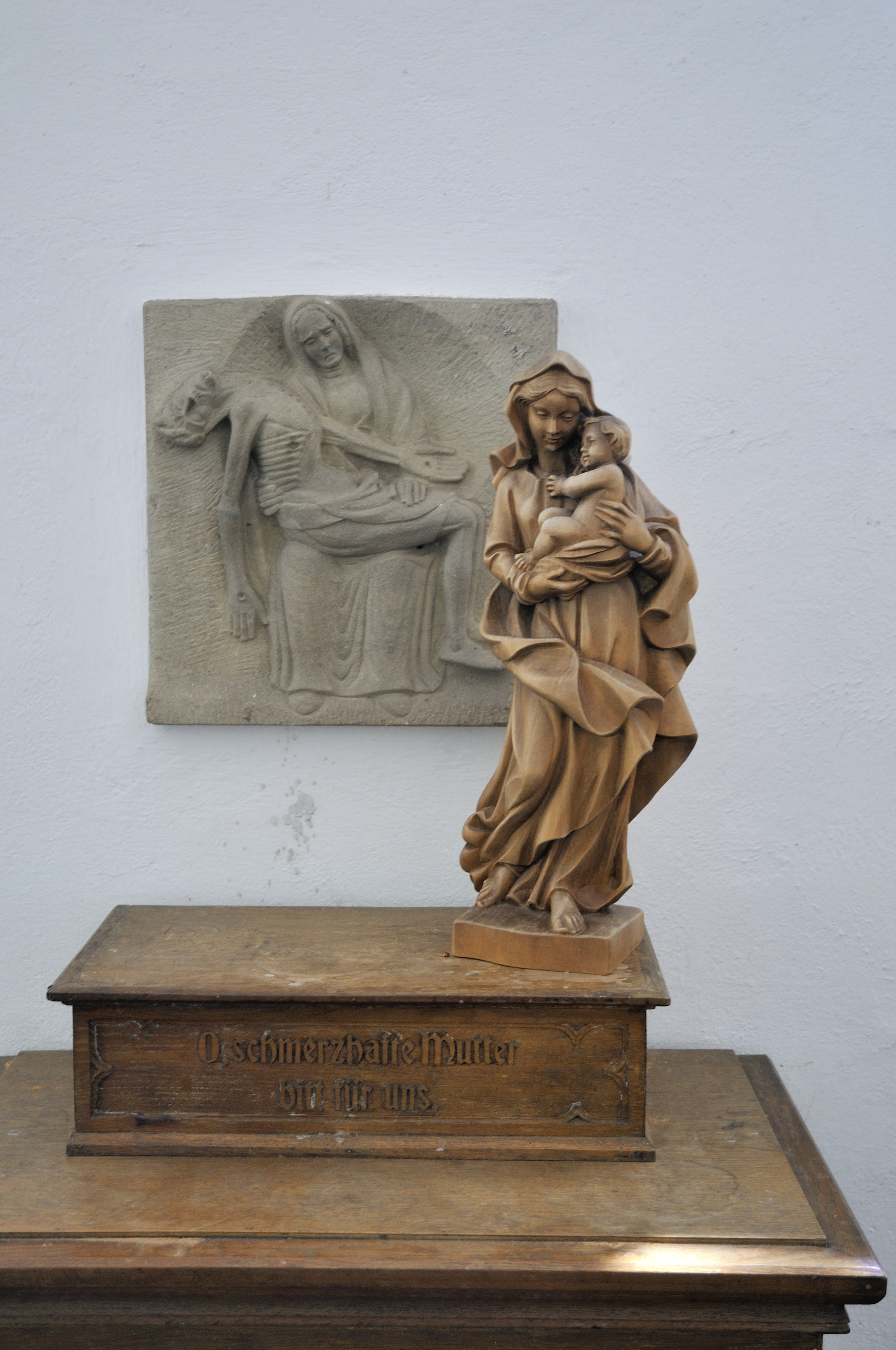
Skulptur Schmerzhafte Maria
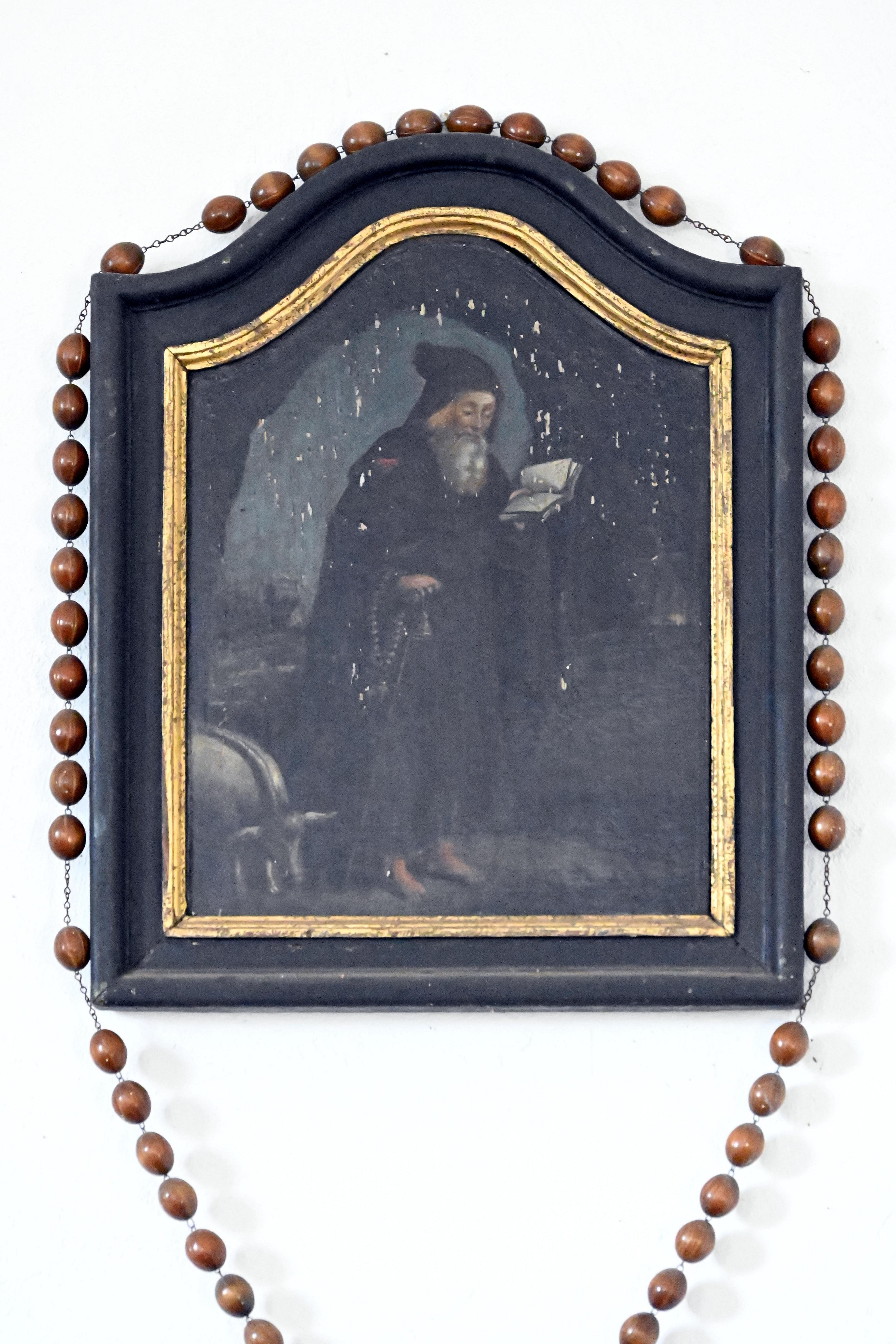
Gemälde St. Antonius

## Außenbereich
Zum Tal hin sind im Wald die aus Blaustein gemauerten Fundamentsäulen eines im Jahr 1812 für Königin Hortense von Holland, eine Stieftochter und Schwägerin Napoleons, begonnenen Pavillons sichtbar, der aber wegen des Endes der napoleonischen Herrschaft nicht vollendet wurde. Auf der Terrasse an der Südseite der Kapelle steht ein Obelisk aus Blaustein, der 1819 von den Bürgern von Kornelimünster für Friedrich Wilhelm III. aufgestellt wurde. Er trägt die durch Verwitterung inzwischen schwer lesbare Inschrift MUNIFICENTIA FRIDERICI WILHELMI III REGIS BORUSSORUM CIRCUMIACENS SILVULA ECCLESIAE CORNELIOMONASTER DONABATUR III NON FEBR: MDCCCXIX (Durch die Freigebigkeit Friedrich Wilhelms III., des Königs der Preußen, wurde das umliegende Wäldchen der Kirche von Kornelimünster am 3. Tag vor den Nonen des Februars 1819 (3. Februar 1819) geschenkt). Am Weg zur Klause stehen sieben 1908 aufgestellte Fußfallstationen, die die Sieben Schmerzen Mariens darstellen.

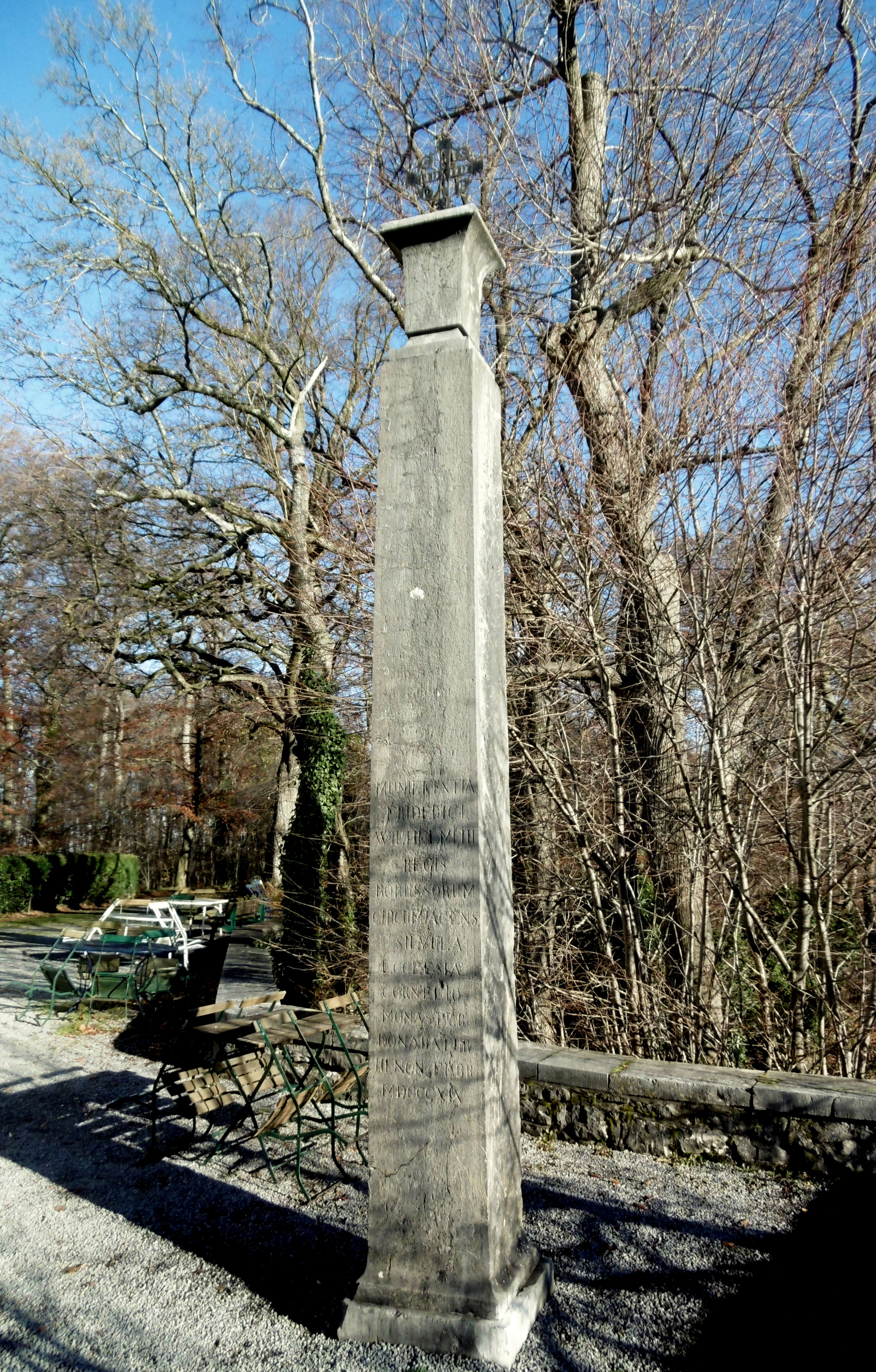
Obelisk
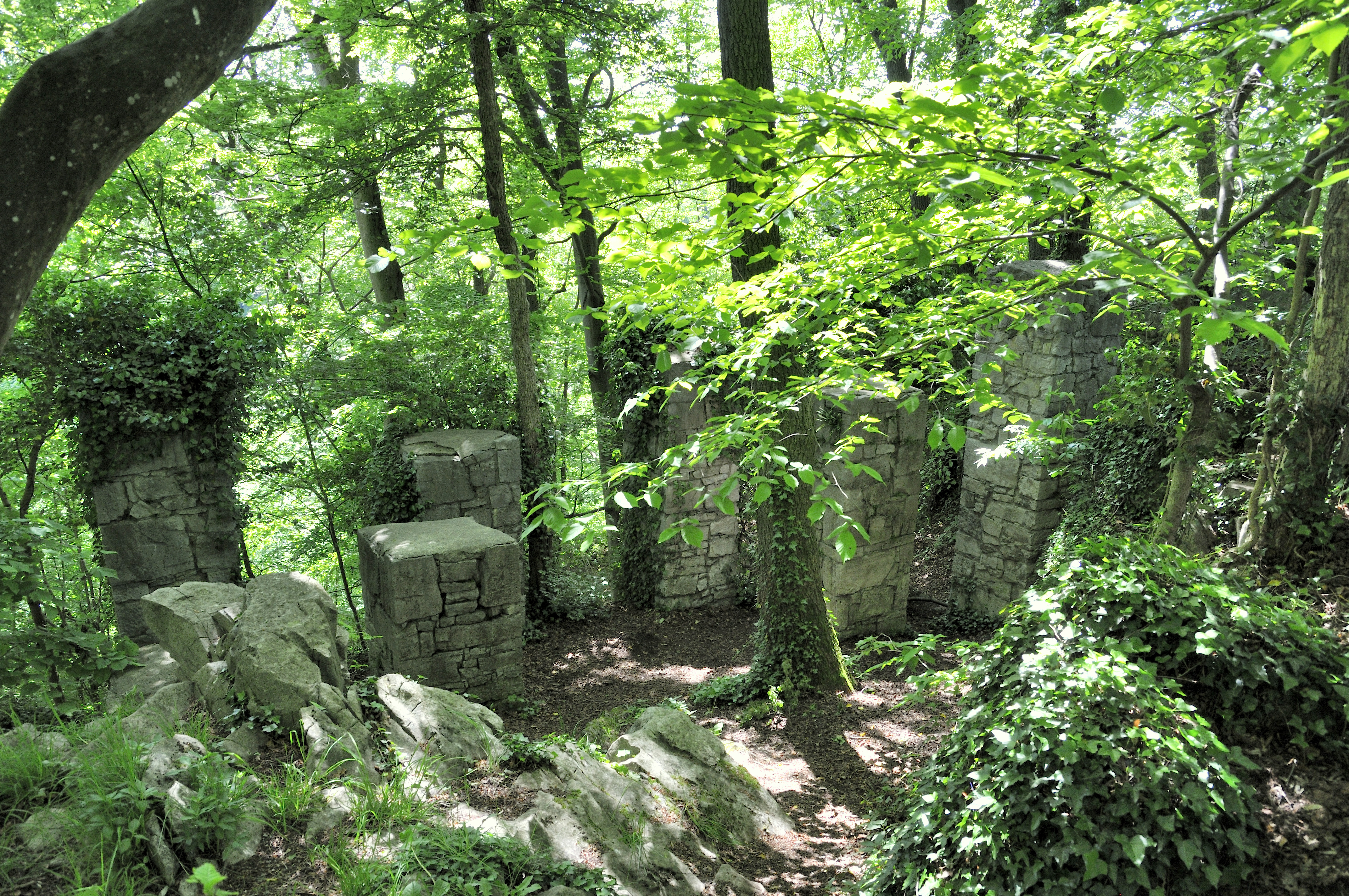
Blaustein-Relikte Hortense-Pavillon
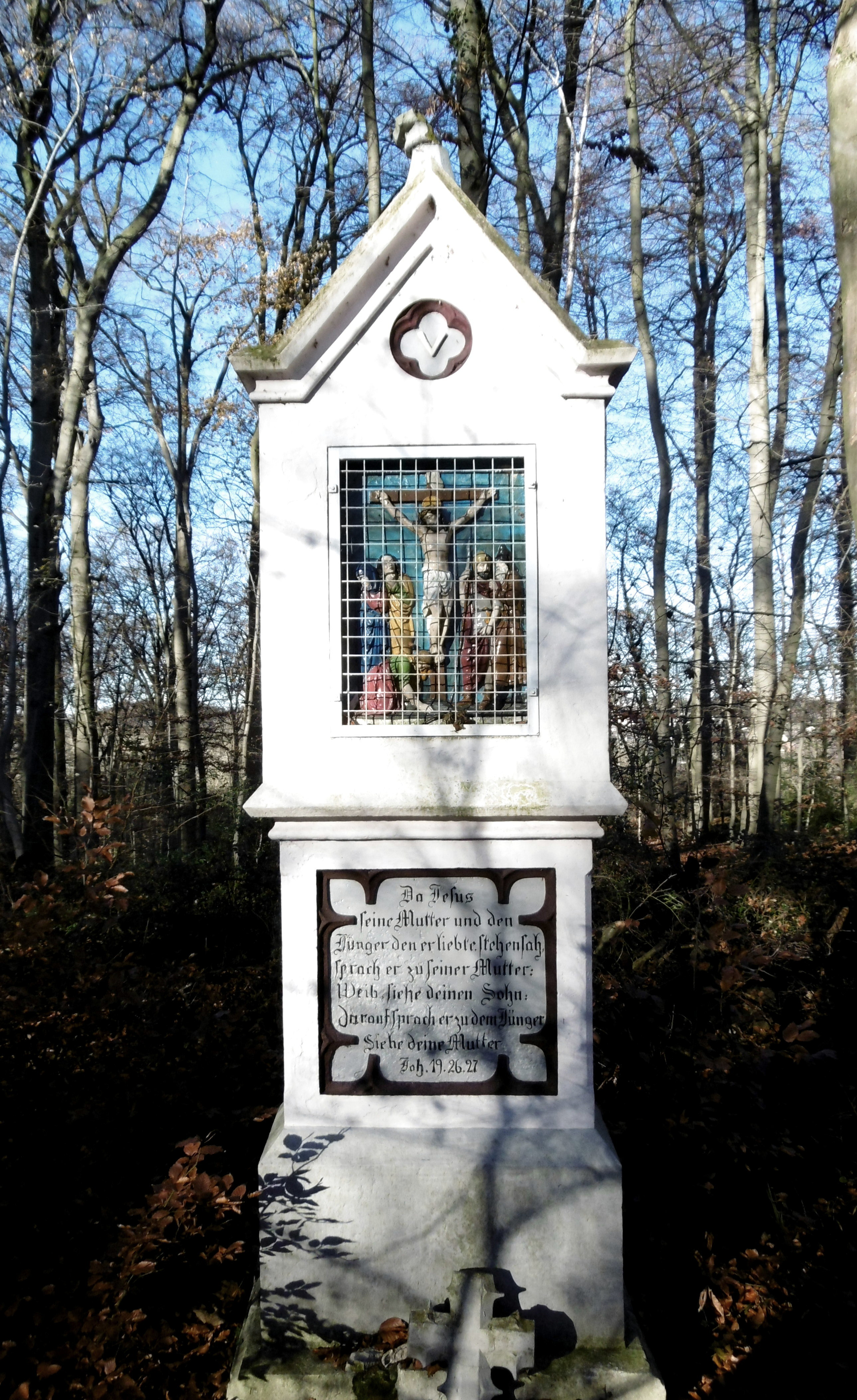
Station V, Marienweg